# شیائو چین
شیائو چین (به انگلیسی: Xiao Qin) ژیمناست زادهٔ ۱۲ ژانویهٔ ۱۹۸۵ میلادی اهل کشور چین است.